# Serie B2 2023-2024 (pallavolo)
La Serie B2 2023-2024 si è svolta dal 7 ottobre 2023 al 15 giugno 2024: al torneo hanno partecipato centroquaranta squadre di club italiane.

## Regolamento

### Formula
Le squadre, divise in dieci gironi, hanno disputato un girone all'italiana, con gare di andata e ritorno, per un totale di ventisei giornate; al termine della regular season le prime due squadre classificate di ciascun girone hanno acceduto ai play-off promozione, mentre le squadre classificate dall'undicesimo al quattordicesimo posto sono state retrocesse in Serie C.
Per i play-off promozione i gironi sono stati divisi in due rami, con formula differenziata di svolgimento: 
- Le squadre dei gironi A, B, C, D, E ed F sono state raggruppate nel ramo A, il cui svolgimento ha previsto:
  - Prima fase, a cui hanno avuto accesso le prime classificate di ciascun girone: le tre squadre vincenti hanno ottenuto la promozione in Serie B1, mentre le squadre perdenti hanno acceduto alla terza fase;
  - Seconda fase, a cui hanno avuto accesso le seconde classificate di ciascun girone: le tre squadre vincenti hanno acceduto alla terza fase;
  - Terza fase, tra le perdenti della prima e le vincenti della seconda: le squadre vincenti hanno ottenuto la promozione in Serie B1.
- Le squadre dei gironi G, H, I ed L sono state raggruppate nel ramo B, il cui svolgimento ha previsto:
  - Prima fase, a cui hanno avuto accesso le prime classificate di ciascun girone. Le due squadre vincenti hanno ottenuto la promozione in Serie B1, mentre le squadre perdenti hanno acceduto alla seconda fase;
  - Seconda fase, tra le perdenti della prima fase: la squadra vincente è stata promossa in serie B1, mentre la perdente ha acceduto alla quinta fase;
  - Terza fase, a cui hanno avuto accesso le seconde classificate di ciascun girone: le due squadre vincenti hanno acceduto alla quinta fase, mentre le squadre perdenti hanno acceduto alla quarta fase;
  - Quarta fase, tra le perdenti della terza fase: la squadra vincente ha acceduto alla quinta fase;
  - Quinta fase, a cui hanno acceduto la perdente della seconda fase e le squadre vincenti la terza e la quarta fase: le due squadre vincenti sono state promosse in Serie B1.

Tutte le fasi dei play-off si sono svolte con incontri ad eliminazione diretta con gare di andata e ritorno, ed evenuale golden set in caso di parità di punti dopo le due partite.

### Criteri di classifica
Se il risultato finale è stato di 3-0 o 3-1 sono stati assegnati 3 punti alla squadra vincente e 0 a quella sconfitta, se il risultato finale è stato di 3-2 sono stati assegnati 2 punti alla squadra vincente e 1 a quella sconfitta.
L'ordine del posizionamento in classifica è stato definito in base a:
- Punti;
- Numero di partite vinte;
- Ratio dei set vinti/persi;
- Ratio dei punti realizzati/subiti.

## Squadre partecipanti

### Girone A
- Albenga
- Albisola
- Alessandria
- Amatori Orago
- Arcobaleno Venegono
- Caselle
- Chieri '76 II
- Florens Vigevano
- Gorla
- L'Alba
- Santena
- Savigliano
- Tradate
- Volleyteam Castellanza

### Girone B
- Agrate
- Argentia
- Bellusco
- Busnago
- Cagliero
- Cinisello
- Issa
- Lazzate
- Milano 66
- New Adda
- Novate
- Pro Patria Milano
- Pro Victoria II
- Team Volley

### Girone C
- Bluvolley Padova
- Blu Team
- Chions Fiume
- CUS Venezia
- Eagles
- Ezzelina Carinatese
- Natisonia
- Rio
- Rojalese
- Sangiorgina
- Team Conegliano
- USMA Padova
- Virtus Trieste
- Vivil

### Girone D
- Argentario
- ATA Trento
- Bassano
- Brescia
- Chorus
- Flero
- Lurano
- Mandello
- Olginate
- Orgiano
- San Vito
- Torbole Casaglia
- Torri
- Valpala

### Girone E
- Alsenese
- Anderlini
- Cerea
- Davis 2C 2003
- Galaxy
- Piadena
- San Damaso
- San Giorgio
- San Martino (VR)
- Soliera
- Spakka
- Stadium Mirandola
- Top Verona
- Viadana

### Girone F
- Angels Project
- Blu Pesaro
- Cervia
- Filottrano
- Massa Lombarda
- Montesilvano
- Nuova Collemarino
- Olimpia Teodora
- Pescara 3
- Progresso
- Riccione
- Riviera Rimini
- Teodora Giovanile II
- Torresi

### Girone G
- Arbor
- Arnopolis
- Calenzano
- Centro Reggiano
- Fossato
- Ius Arezzo
- Media Umbria
- Pistoia La Fenice
- Prato Project
- Rinascita Firenze
- San Feliciano
- Savino Del Bene II
- Trestina
- Versilia

### Girone H
- Alfieri Cagliari
- Assitec
- Audax Quartucciu
- Effe Isernia
- Friends Roma
- Futura Terracina
- Garibaldi
- Grosseto
- La Smeralda
- Onda
- Ostia
- Roma 7
- Viterbo
- Volleyrò

### Girone I
- Accademia Benevento
- Ancis Villaricca
- Castellaneta
- Cerignola
- Cutrofiano
- Fenix Monopoli
- FLV Cerignola
- Leonessa Altamura
- Matese
- Pozzuoli
- SG
- Star Bisceglie
- Vesuvio Oplonti
- Volare Benevento

### Girone L
- 1990 Gioiosa Jonica
- Albaverde
- ALUS Mascalucia
- CUS Catania
- Modica
- Palermo
- Paola
- Reghion
- San Lucido
- Saracena
- Todo Sport
- Trinacria
- Valley
- WeKondor II

## Torneo

### Play-off promozione

#### Ramo A (gironi A-B-C-D-E-F)

##### Prima fase

###### Tabellone
|  | Fase 1 |             |   |   |  |
|  |        |             |   |   |  |
|  | 1B     | Issa        | 3 | 3 |  |
|  | 1A     | Alessandria | 1 | 2 |  |

|  | Fase 1 |            |   |     |  |
|  |        |            |   |     |  |
|  | 1C     | Eagles     | 0 | 311 |  |
|  | 1D     | Argentario | 3 | 115 |  |

|  | Fase 1 |             |   |   |  |
|  |        |             |   |   |  |
|  | 1E     | San Giorgio | 2 | 0 |  |
|  | 1F     | Riccione    | 3 | 3 |  |

###### Risultati
| Andata |                        |     |                                   |
|        |                        |     |                                   |
| 18-05  | Alessandria - Issa     | 1-3 | 23-25, 16-25, 25-16, 17-25        |
| 18-05  | Argentario - Eagles    | 3-0 | 25-23, 25-12, 25-21               |
| 18-05  | San Giorgio - Riccione | 2-3 | 25-20, 22-25, 25-13, 18-25, 15-17 |

| Ritorno |                        |     |                                             |
|         |                        |     |                                             |
| 25-05   | Issa - Alessandria     | 3-2 | 25-19, 20-25, 25-22, 19-25, 15-7            |
| 25-05   | Eagles - Argentario    | 3-1 | 25-21, 25-14, 15-25, 25-18 Golden set:11-15 |
| 25-05   | Riccione - San Giorgio | 3-0 | 25-20, 25-18, 25-16                         |

##### Seconda fase

###### Tabellone
|  | Fase 2 |                  |   |   |  |
|  |        |                  |   |   |  |
|  | 2B     | Novate           | 3 | 2 |  |
|  | 2A     | Florens Vigevano | 1 | 3 |  |

|  | Fase 2 |          |   |   |  |
|  |        |          |   |   |  |
|  | 2C     | Rio      | 3 | 3 |  |
|  | 2D     | Mandello | 2 | 1 |  |

|  | Fase 2 |            |   |     |  |
|  |        |            |   |     |  |
|  | 2F     | Blu Pesaro | 1 | 39  |  |
|  | 2E     | San Damaso | 3 | 115 |  |

###### Risultati
| Andata |                           |     |                                  |
|        |                           |     |                                  |
| 18-05  | Florens Vigevano - Novate | 1-3 | 25-18, 20-25, 23-25, 20-25       |
| 18-05  | Mandello - Rio            | 2-3 | 33-31, 25-18, 22-25, 23-25, 6-15 |
| 18-05  | San Damaso - Blu Pesaro   | 3-1 | 25-19, 25-13, 27-29, 25-18       |

| Ritorno |                           |     |                                            |
|         |                           |     |                                            |
| 25-05   | Novate - Florens Vigevano | 2-3 | 14-25, 25-15, 24-26, 25-17, 12-15          |
| 25-05   | Rio - Mandello            | 3-1 | 15-25, 25-21, 25-8, 27-25                  |
| 25-05   | Blu Pesaro - San Damaso   | 3-1 | 25-15, 25-22, 21-25, 25-18 Golden set:9-15 |

##### Terza fase

###### Tabellone
|  | Fase 3 |             |   |   |  |
|  |        |             |   |   |  |
|  | 1A     | Alessandria | 0 | 2 |  |
|  | 2B     | Novate      | 3 | 3 |  |

|  | Fase 3 |        |   |   |  |
|  |        |        |   |   |  |
|  | 1C     | Eagles | 3 | 3 |  |
|  | 2C     | Rio    | 0 | 1 |  |

|  | Fase 3 |             |   |   |  |
|  |        |             |   |   |  |
|  | 1E     | San Giorgio | 3 | 3 |  |
|  | 2E     | San Damaso  | 1 | 1 |  |

###### Risultati
| Andata |                          |     |                            |
|        |                          |     |                            |
| 01-06  | Novate - Alessandria     | 3-0 | 25-21, 25-16, 25-15        |
| 01-06  | Rio - Eagles             | 0-3 | 15-25, 23-25, 19-25        |
| 01-06  | San Damaso - San Giorgio | 1-3 | 25-21, 26-28, 12-25, 15-25 |

| Ritorno |                          |     |                                   |
|         |                          |     |                                   |
| 08-06   | Alessandria - Novate     | 2-3 | 18-25, 25-20, 21-25, 34-32, 10-15 |
| 08-06   | Eagles - Rio             | 3-1 | 25-22, 25-21, 19-25, 25-19        |
| 08-06   | San Giorgio - San Damaso | 3-1 | 25-21, 25-22, 32-34, 25-16        |

#### Ramo B (gironi G-H-I-L)

##### Prima fase

###### Tabellone
|  | Fase 1 |                  |   |   |  |
|  |        |                  |   |   |  |
|  | 1G     | Versilia         | 3 | 3 |  |
|  | 1H     | Futura Terracina | 2 | 1 |  |

|  | Fase 1 |                |   |   |  |
|  |        |                |   |   |  |
|  | 1L     | Modica         | 0 | 0 |  |
|  | 1I     | Star Bisceglie | 3 | 3 |  |

###### Risultati
| Andata |                             |     |                                  |
|        |                             |     |                                  |
| 18-05  | Futura Terracina - Versilia | 2-3 | 25-22, 20-25, 25-21, 14-25, 6-15 |
| 18-05  | Star Bisceglie - Modica     | 3-0 | 25-18, 25-11, 25-14              |

| Ritorno |                             |     |                           |
|         |                             |     |                           |
| 22-05   | Versilia - Futura Terracina | 3-1 | 23-25, 25-7, 30-28, 25-12 |
| 22-05   | Modica - Star Bisceglie     | 0-3 | 19-25, 27-29, 20-25       |

##### Seconda fase

###### Tabellone
|  | Fase 2 |                  |   |   |  |
|  |        |                  |   |   |  |
|  | 1L     | Modica           | 3 | 3 |  |
|  | 1H     | Futura Terracina | 1 | 0 |  |

###### Risultati
| Andata |                           |     |                            |
|        |                           |     |                            |
| 25-05  | Futura Terracina - Modica | 1-3 | 17-25, 25-20, 13-25, 16-25 |

| Ritorno |                           |     |                     |
|         |                           |     |                     |
| 29-05   | Modica - Futura Terracina | 3-0 | 25-21, 25-14, 25-13 |

##### Terza fase

###### Tabellone
|  | Fase 3 |                  |   |   |  |
|  |        |                  |   |   |  |
|  | 2G     | Prato Project    | 3 | 3 |  |
|  | 2H     | Alfieri Cagliari | 0 | 0 |  |

|  | Fase 3 |                 |   |   |  |
|  |        |                 |   |   |  |
|  | 2L     | Albaverde       | 1 | 1 |  |
|  | 2I     | Vesuvio Oplonti | 3 | 3 |  |

###### Risultati
| Andata |                                  |     |                            |
|        |                                  |     |                            |
| 18-05  | Alfieri Cagliari - Prato Project | 0-3 | 17-25, 23-25, 23-25        |
| 18-05  | Vesuvio Oplonti - Albaverde      | 3-1 | 25-17, 20-25, 25-19, 25-20 |

| Ritorno |                                  |     |                            |
|         |                                  |     |                            |
| 21-05   | Prato Project - Alfieri Cagliari | 3-0 | 25-12, 25-12, 25-23        |
| 22-05   | Albaverde - Vesuvio Oplonti      | 1-3 | 39-37, 23-25, 12-25, 15-25 |

##### Quarta fase

###### Tabellone
|  | Fase 4 |                  |   |   |  |
|  |        |                  |   |   |  |
|  | 2L     | Albaverde        | 3 | 3 |  |
|  | 2H     | Alfieri Cagliari | 2 | 0 |  |

###### Risultati
| Andata |                              |     |                                  |
|        |                              |     |                                  |
| 25-05  | Alfieri Cagliari - Albaverde | 2-3 | 27-25, 25-10, 23-25, 22-25, 8-15 |

| Ritorno |                              |     |                     |
|         |                              |     |                     |
| 29-05   | Albaverde - Alfieri Cagliari | 3-0 | 25-12, 25-20, 25-23 |

##### Quinta fase

###### Tabellone
|  | Fase 5 |                  |   |   |  |
|  |        |                  |   |   |  |
|  | 1H     | Futura Terracina | 1 | 2 |  |
|  | 2L     | Albaverde        | 3 | 3 |  |

|  | Fase 5 |                 |   |   |  |
|  |        |                 |   |   |  |
|  | 2I     | Vesuvio Oplonti | 3 | 3 |  |
|  | 2G     | Prato Project   | 2 | 2 |  |

###### Risultati
| Andata |                                 |     |                                   |
|        |                                 |     |                                   |
| 01-06  | Albaverde - Futura Terracina    | 3-1 | 21-25, 26-24, 25-21, 25-16        |
| 01-06  | Prato Project - Vesuvio Oplonti | 2-3 | 25-22, 25-23, 20-25, 19-25, 15-17 |

| Ritorno |                                 |     |                                   |
|         |                                 |     |                                   |
| 08-06   | Futura Terracina - Albaverde    | 2-3 | 25-22, 22-25, 20-25, 25-13, 9-15  |
| 15-06   | Vesuvio Oplonti - Prato Project | 3-2 | 20-25, 25-20, 25-22, 21-25, 17-15 |

## Verdetti

### Squadre promosse
- Albaverde
- Argentario
- Eagles
- Issa
- Modica
- Novate
- Riccione
- San Giorgio
- Star Bisceglie
- Versilia
- Vesuvio Oplonti

### Squadre retrocesse
- Accademia Benevento
- Amatori Orago
- Audax Quartucciu
- Busnago
- Calenzano
- Caselle
- Chorus
- Cinisello
- Cutrofiano
- FLV Cerignola
- Fossato
- Friends Roma
- Milano 66
- Natisonia
- Nuova Collemarino
- Olimpia Teodora
- Ostia
- Paola
- Pistoia La Fenice
- Pro Patria Milano

- Progresso
- Riviera Rimini
- Rojalese
- San Vito
- Savigliano
- Savino Del Bene II
- Spakka
- Stadium Mirandola
- Team Conegliano
- Todo Sport
- Top Verona
- Torri
- Tradate
- Trinacria
- Valpala
- Viadana
- Viterbo
- Vivil
- Volare Benevento
- WeKondor II